# Водоторањ на Палићу
Водоторањ на Палићу завршен је 15. јуна 1910. године као вишенаменски објекат – Водоторањ, капија летовалишта, и трамвајска станица за електрични трамвај уведен 1897. године на релацији Суботица – Палић и данас представља симбол Палића. Водоторањ представља непокретно културно добро као споменик културе.
По Кати Мартиновић Цвијин „силуета водоторња је слободна варијација дрвених цркви Трансилваније” допуњена дрвеним декоративним детаљима, док Бела Дуранци тврди да је „Водоторањ зачет из форме сеоске китњасте капије одомаћене у Калотасегу, ризници мађарског фолклора”.
Две архитектонске целине – торањ са једне, и нижи павиљон са друге стране, повезује у јединствену целину широки конкавни лук. Лучни продор кроз објекат уводи у летовалиште. Поглед се протеже до језера, дуж Алеје, кроз централни лучни пролаз Велике терасе да би се зауставио на Спомен чесми уз обалу.

## Архитектура
Обе архитектонске целине су кружне основе, постављене на бетонске темеље, док је торањ додатно ојачан масивном бетонском плочом на коју належу тракасти темељи. Торањ је по висини састављен из три појаса. База је квадратне основе са акцентираним лучним улазом у торањ. Једина декорација зидног платна се јавља у виду сокле од црвене фасадне опеке која у континуитету обавија лучни улаз. Из квадратне базе израста монументални корпус правилног ваљка са осам ребара ојачања, која се шире према врху, те се добија утисак обрнуте купасте форме. Унутар торња дрвене степенице воде до терасе – видиковца. У оквиру увучених вертикалних сегмената торња, између ребара су вертикални низови уских прозорских ниша, које осветљавају степениште.
Торањ је завршен заобљеним купастим кровом испод којег је мала тераса са дрвеном оградом перфорираном у виду низова срца. Кровна конструкција је дрвена вешаљка са покривачем од шиндре. Кровни кубус завршава се декоративним шиљком од кованог гвожђа. Укупна висина торња износи 31,75m.
Друга архитектонска целина је отворени павиљон-трамвајска чекаоница, решена у виду надстрешнице. Осам кружних стубова са вертикалним вегетабилним народним резбареним мотивима, живог колорита (окер, зелена, палићка црвена) носе заобљени купасти кров покривен шиндром. Кров завршава шиљком од кованог гвожђа. Поткровни појас је обложен дрвеним даскама перфорираним у виду вертикалних низова срца.
Кровна конструкција је дрвена вешаљка са доње стране маскирана дрвеном облогом. Само је део конструкције видљив. У оквиру павиљона је кружна ниска дрвена клупа. Централни продор је решен у виду два велика параболична дрвена лучна носача двоводног крова. Кровна конструкција је са доње стране маскирана дрвеном облогом. Дуж стубова тече цветна декорација решена у духу мађарске сецесије живог колорита. Објектом доминирају две боје, окер и палићко црвена, док се у оквиру декорације јавља зелена и светлоплава.